# Leopard Pro Cycling

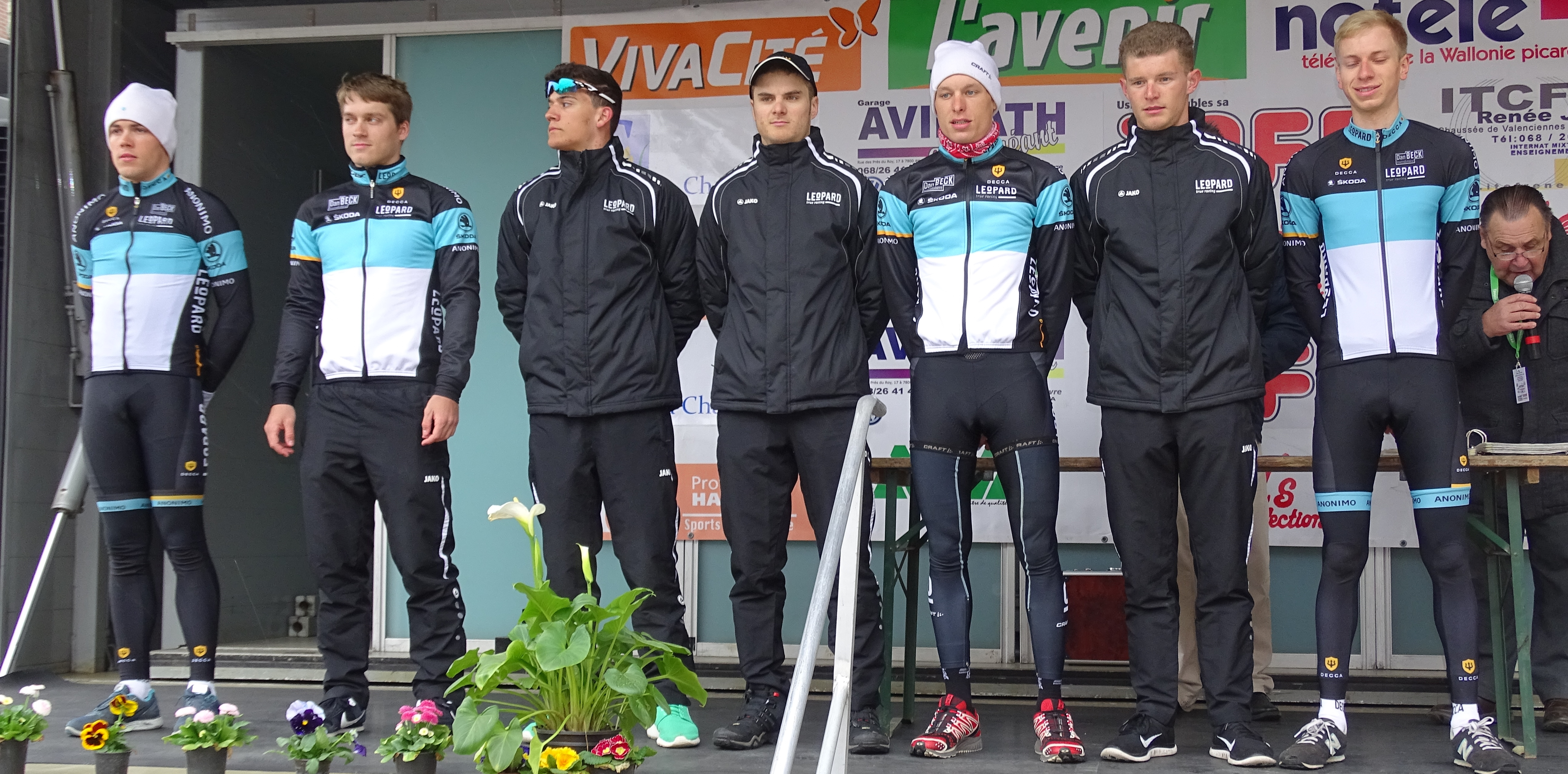
L'equip al 2015

El Leopard Pro Cycling (codi UCI: LPC) és un equip ciclista luxemburguès de categoria continental. Creat el 2012 per ajudar els joves ciclistes, competeix principalment als circuits continentals de ciclisme i serveix d'equip reserva del Trek Factory Racing (antic Team Leopard-Trek).

## Principals victòries

### Curses d'un dia
- París-Roubaix sub-23: Bob Jungels (2012)
- Dorpenomloop Rucphen: Giorgio Brambilla (2012)
- Omloop der Kempen: Eugenio Alafaci (2013)
- Tour d'Overijssel: Dennis Coenen (2014)

### Curses per etapes
- Fletxa del sud: Bob Jungels (2012)
- Triptyque des Monts et Châteaux: Bob Jungels (2012), Fabio Silvestre (2013)
- Tour d'Antalya: Szymon Rekita (2019)

### Grans Voltes
- Tour de França
  - 0 participacions

- Giro d'Itàlia
  - 0 participacions

- Volta a Espanya
  - 0 participacions

## Composició de l'equip
| \| Llista de l'equip 2016 \| Llista de l'equip 2016 \| Llista de l'equip 2016 \| Llista de l'equip 2016 \| \| Ciclista \| Data de naixement \| Equip previ \| \| \| -------------------------------------------------------- \| ---------------------- \| -------------------------------------- \| ---------------------- \| \| Jan Brockhoff \| 3 de desembre de 1994 \| AWT-Greenway (2015) \| \| \| Jan Dieteren \| 12 de abril de 1993 \| Stölting (2014) \| \| \| Carmelo Foti (25 de maig–31 de des) \| 12 de setembre de 1994 \| Viris Maserati-Sisal Matchpoint (2015) \| \| \| Alexander Krieger \| 28 de novembre de 1991 \| Team Stuttgart (2014) \| \| \| Pit Leyder (25 de maig–31 de des) \| 11 de gener de 1997 \| \| \| \| John Mandrysch (22 de jul–31 de des) \| 18 de octubre de 1996 \| MLP Bergstraße (2015) \| \| \| Massimo Morabito \| 25 de febrer de 1993 \| \| \| \| Aksel Nõmmela \| 22 de octubre de 1994 \| Probikeshop Saint-Étienne Loire (2015) \| \| \| Patrick Olesen \| 9 de octubre de 1994 \| Trefor (2013) \| \| \| Pit Schlechter \| 26 de octubre de 1990 \| Continental Team Differdange (2010) \| \| \| Fábio Silvestre \| 25 de gener de 1990 \| Trek Factory Racing (2015) \| \| \| Laurent Vanden Bak \| 2 de octubre de 1989 \| An Post-ChainReaction (2014) \| \| \| Tom Wirtgen \| 4 de març de 1996 \| UC Dippach (2014) \| \| \| Joël Zangerlé \| 11 de octubre de 1988 \| Cult Energy (2015) \| \| \| \| \| \| \| \| Fonts: ProCyclingStats Cycling Quotient Cycling Archives \| \| \| \| |                        |                                        |  |
| Llista de l'equip 2016 |                        |                                        |  |
| Ciclista | Data de naixement      | Equip previ                            |  |
| Jan Brockhoff | 3 de desembre de 1994  | AWT-Greenway (2015)                    |  |
| Jan Dieteren | 12 de abril de 1993    | Stölting (2014)                        |  |
| Carmelo Foti (25 de maig–31 de des) | 12 de setembre de 1994 | Viris Maserati-Sisal Matchpoint (2015) |  |
| Alexander Krieger | 28 de novembre de 1991 | Team Stuttgart (2014)                  |  |
| Pit Leyder (25 de maig–31 de des) | 11 de gener de 1997    |                                        |  |
| John Mandrysch (22 de jul–31 de des) | 18 de octubre de 1996  | MLP Bergstraße (2015)                  |  |
| Massimo Morabito | 25 de febrer de 1993   |                                        |  |
| Aksel Nõmmela | 22 de octubre de 1994  | Probikeshop Saint-Étienne Loire (2015) |  |
| Patrick Olesen | 9 de octubre de 1994   | Trefor (2013)                          |  |
| Pit Schlechter | 26 de octubre de 1990  | Continental Team Differdange (2010)    |  |
| Fábio Silvestre | 25 de gener de 1990    | Trek Factory Racing (2015)             |  |
| Laurent Vanden Bak | 2 de octubre de 1989   | An Post-ChainReaction (2014)           |  |
| Tom Wirtgen | 4 de març de 1996      | UC Dippach (2014)                      |  |
| Joël Zangerlé | 11 de octubre de 1988  | Cult Energy (2015)                     |  |
| |                        |                                        |  |
| Fonts: ProCyclingStats Cycling Quotient Cycling Archives |                        |                                        |  |

| \| Llista de l'equip 2017 \| Llista de l'equip 2017 \| Llista de l'equip 2017 \| Llista de l'equip 2017 \| \| Ciclista \| Data de naixement \| Equip previ \| \| \| --------------------------------------- \| ---------------------- \| ------------------------------------------ \| ---------------------- \| \| Jan Brockhoff \| 3 de desembre de 1994 \| AWT-Greenway (2015) \| \| \| Jan Dieteren \| 12 de abril de 1993 \| Stölting (2014) \| \| \| Carmelo Foti \| 12 de setembre de 1994 \| Cipollini Iseo Serrature Rime (2016) \| \| \| Alexander Krieger \| 28 de novembre de 1991 \| Team Stuttgart (2014) \| \| \| Pit Leyder \| 11 de gener de 1997 \| \| \| \| John Mandrysch \| 18 de octubre de 1996 \| Christina Jewelry Pro Cycling (2016) \| \| \| Massimo Morabito \| 25 de febrer de 1993 \| \| \| \| Aksel Nõmmela \| 22 de octubre de 1994 \| Probikeshop Saint-Étienne Loire (2015) \| \| \| Gaëtan Pons \| 1 de gener de 1992 \| Wallonie Bruxelles-Group Protect (2016) \| \| \| Charlie Quaterman \| 6 de setembre de 1998 \| South East (2016) \| \| \| Szymon Rekita \| 5 de gener de 1994 \| Altopack-Eppela VC Coppi Lunata (2016) \| \| \| Jens Reynders \| 25 de maig de 1998 \| Verandas Willems-Crabbé-CC Chevigny (2016) \| \| \| Pit Schlechter \| 26 de octubre de 1990 \| Continental Team Differdange (2010) \| \| \| Laurent Vanden Bak \| 2 de octubre de 1989 \| An Post-ChainReaction (2014) \| \| \| Tom Wirtgen \| 4 de març de 1996 \| UC Dippach (2014) \| \| \| Luc Wirtgen (14 de juny–31 de des) \| 7 de juliol de 1998 \| UC Dippach (2017) \| \| \| \| \| \| \| \| Fonts: ProCyclingStats Cycling Quotient \| \| \| \| |                        |                                            |  |
| Llista de l'equip 2017 |                        |                                            |  |
| Ciclista | Data de naixement      | Equip previ                                |  |
| Jan Brockhoff | 3 de desembre de 1994  | AWT-Greenway (2015)                        |  |
| Jan Dieteren | 12 de abril de 1993    | Stölting (2014)                            |  |
| Carmelo Foti | 12 de setembre de 1994 | Cipollini Iseo Serrature Rime (2016)       |  |
| Alexander Krieger | 28 de novembre de 1991 | Team Stuttgart (2014)                      |  |
| Pit Leyder | 11 de gener de 1997    |                                            |  |
| John Mandrysch | 18 de octubre de 1996  | Christina Jewelry Pro Cycling (2016)       |  |
| Massimo Morabito | 25 de febrer de 1993   |                                            |  |
| Aksel Nõmmela | 22 de octubre de 1994  | Probikeshop Saint-Étienne Loire (2015)     |  |
| Gaëtan Pons | 1 de gener de 1992     | Wallonie Bruxelles-Group Protect (2016)    |  |
| Charlie Quaterman | 6 de setembre de 1998  | South East (2016)                          |  |
| Szymon Rekita | 5 de gener de 1994     | Altopack-Eppela VC Coppi Lunata (2016)     |  |
| Jens Reynders | 25 de maig de 1998     | Verandas Willems-Crabbé-CC Chevigny (2016) |  |
| Pit Schlechter | 26 de octubre de 1990  | Continental Team Differdange (2010)        |  |
| Laurent Vanden Bak | 2 de octubre de 1989   | An Post-ChainReaction (2014)               |  |
| Tom Wirtgen | 4 de març de 1996      | UC Dippach (2014)                          |  |
| Luc Wirtgen (14 de juny–31 de des) | 7 de juliol de 1998    | UC Dippach (2017)                          |  |
| |                        |                                            |  |
| Fonts: ProCyclingStats Cycling Quotient |                        |                                            |  |

## Classificacions UCI

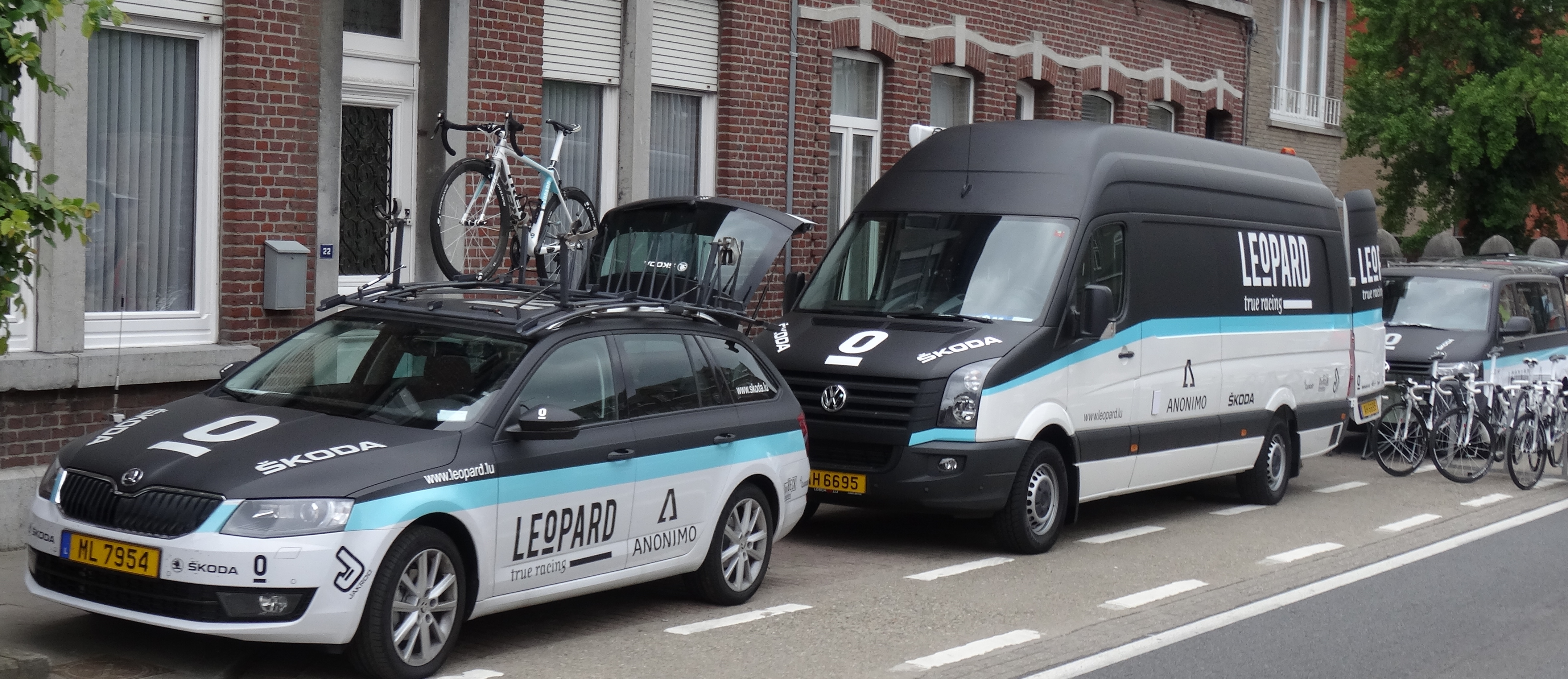
Vehicles d'assistència

L'equip participa en les proves dels circuits continentals i principalment en les curses del calendari de l'UCI Europa Tour.
UCI Àsia Tour
| Temporada | Classificació per equips | Millor ciclista en la classificació individual |
| --------- | ------------------------ | ---------------------------------------------- |
| 2013      | 24è                      | Daniel Klemme (18è)                            |
| 2016      | 60è                      | Aksel Nõmmela (155è)                           |

UCI Europa Tour
| Temporada | Classificació per equips | Millor ciclista en la classificació individual |
| --------- | ------------------------ | ---------------------------------------------- |
| 2012      | 17è                      | Bob Jungels (23è)                              |
| 2013      | 18è                      | Sean De Bie (33è)                              |
| 2014      | 52è                      | Dennis Coenen (218è)                           |
| 2015      | 75è                      | Jan Dieteren (290è)                            |
| 2016      | 71è                      | Aksel Nõmmela (349è)                           |
| 2017      | 45è                      | Alexander Krieger (176è)                       |
| 2018      | 22è                      | Alexander Krieger (41è)                        |
| 2019      | 56è                      | Szymon Rekita (414è)                           |